# Odprto prvenstvo Francije 1977
Odprto prvenstvo Francije 1977 je teniški turnir za Grand Slam, ki je med 23. majem in 5. junijem 1977 potekal v Parizu.

## Moški posamično
Guillermo Vilas :  Brian Gottfried, 6-0, 6-3, 6-0

## Ženske posamično
Mima Jaušovec :  Florenţa Mihai, 6–2, 6–7, 6–1

## Moške dvojice
Brian Gottfried /  Raúl Ramírez :  Wojciech Fibak /  Jan Kodeš, 7–6, 4–6, 6–3, 6–4

## Ženske dvojice
Regina Maršíková /  Pam Teeguarden :  Rayni Fox /  Helen Gourlay Cawley, 5–7, 6–4, 6–2

## Mešane dvojice
Mary Carillo /  John McEnroe :  Florenţa Mihai /  Iván Molina, 7–6, 6–3